# Droga wojewódzka 710
Die Droga wojewódzka 710 (DW 710) ist eine 77 Kilometer lange Droga wojewódzka (Woiwodschaftsstraße) in der polnischen Woiwodschaft Łódź, die Łódź mit Błaszki verbindet. Die Strecke liegt in der Kreisfreien Stadt Łódź, im Powiat Pabianicki, im Powiat Łaski und im Powiat Zduńskowolski.

## Streckenverlauf
Woiwodschaft Łódź, Kreisfreie Stadt Łódź
-  Łódź (Lodz/Lodsch) (A 1, DK 1, DK 14, DK 72, DK 91, DW 713)

Woiwodschaft Łódź, Powiat Pabianicki
-  Konstantynów Łódzki (DK 71)
- Mirosławice
- Lutomiersk (Lutomiersk)

Woiwodschaft Łódź, Powiat Łaski
- Kwiatkowice
- Kwiatkowice-Kolonia
- Dobruchów

Woiwodschaft Łódź, Powiat Zduńskowolski
- Górna Wola
-  Szadek (DW 473)
- Kromolin Nowy
- Kotliny
- Kotlinki
- Sikucin
- Boczki Stare
- Lipiny
- Borek Lipiński
-  Rossoszyca (DW 479)
-  Warta (DK 83)
- Raczków
- Orzeżyn
- Kwasków (Karlsbach)
-  Błaszki (Schwarzau) (DK 12, DW 449)